# Barnstjärna

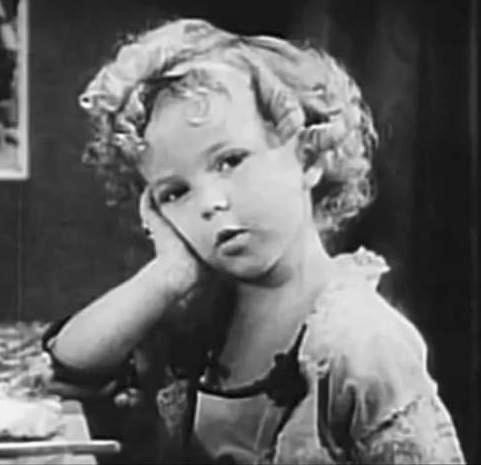
Shirley Temple var barnstjärna under 1930-talet.

Barnstjärna kallar man ett barn som är framgångsrikt inom underhållningsbranschen i tidig ålder. Det kan till exempel röra en skådespelare eller sångare. Inom sport slår vissa ungdomar igenom i seniorsammanhang redan i 16/17-årsåldern, men i denna ålder talar man normalt inte om "barnstjärna".
Systemet med unga barn som stjärnor inom underhållning har kritiserats av många, som menar att barnen utsätts för hård press.